# Deborah Hill
Deborah Hill (12 de junio de 1978) es una deportista australiana que compitió en judo. Ganó dos medallas de plata en el Campeonato de Oceanía de Judo en los años 2010 y 2011.

## Palmarés internacional
| Campeonato de Oceanía | Campeonato de Oceanía | Campeonato de Oceanía | Campeonato de Oceanía |
| Año                   | Lugar                 | Medalla               | Categoría             |
| --------------------- | --------------------- | --------------------- | --------------------- |
| 2010                  | Canberra (Australia)  | Medalla de plata      | –70 kg                |
| 2011                  | Papeete (Francia)     | Medalla de plata      | –70 kg                |